# Dogmatismus
Dogmatismus (z řec. dogma - mínění, rozhodnutí, učení) je spíše pejorativní označení pro takový postoj či způsob myšlení, který určitým tvrzením přisuzuje absolutní platnost. Má-li zároveň k dispozici donucovací prostředky, může pokusy o kritiku těchto mínění zakazovat a trestat. Tak se dogmatismus chápe v politických a ideologických diskusích.

## Filosofie
Ve filosofii se dogmatismus zprvu chápal jako radikální protiklad ke skepticismu. Jenže kdo cítí potřebu zakazovat kritickou diskusi o určitých míněních, nemá asi o jejich platnosti či pravdivosti příliš vysoké mínění. Jak říká Pascal: „Naši neschopnost dokazovat nepřemůže žádný dogmatismus. Ale máme ideu pravdy, kterou nepřemůže žádná skepse.“ Immanuel Kant pokládal za dogmatickou každou metafyziku, která by neprovedla kritiku vlastního poznání a předpokladů. Bez toho totiž ani neví, co může poznat a co ne.

## Dogmatika a dogmatismus
Naproti tomu například právo musí vycházet z určitých základních premis, jako je platné objektivní právo. Tato základní východiska čili právní dogmatiku musí vykládat a interpretovat, nemůže však zpochybnit její platnost. Podobně je tomu i v teologii, pro niž je existence a uznání dogmat přirozeným východiskem výkladu. Za dogmatismus by se pak dal považovat jen postoj, který by se domníval, že žádného výkladu není třeba nebo dokonce chtěl pokusy o výklad zakazovat a trestat.